# Ernest Lindgren
Pour les articles homonymes, voir Lindgren.
Ernest Lindgren, né le 3 octobre 1910 et décédé le 22 juillet 1973, est le premier conservateur du musée britannique du film (National Film Archive, puis BFI National Archive, à présent une partie du British Film Institute).
Avec Henri Langlois, il est l'un des principaux responsables de la création de la Fédération Internationale des Archives du Film (FIAF).